# Paul Natorp
Paul Gerhard Natorp, né le 24 janvier 1854 à Düsseldorf et mort le 17 août 1924 à Marbourg, est un philosophe néo-kantien et spécialiste de l’éducation de l'école dite de Marbourg.
Il fut une autorité reconnue sur Platon. Il eut une influence particulière sur les œuvres précoces de Hans-Georg Gadamer et un effet profond sur la pensée d'Edmund Husserl, le père de la phénoménologie. Plus tard, c'est à l'influence savante de Natorp et à sa réputation que Husserl dut sa renommée. Parmi ses étudiants, il faut citer le philosophe et historien Ernst Cassirer et Boris Pasternak, l'auteur du roman Docteur Jivago.

## Carrière académique
Paul Natorp est le fils du pasteur Adelbert Natorp et d’Émilie Keller. Il étudia la musique, l'histoire, la littérature classique et la Philosophie à Berlin (1871), Bonn (1872, où il s'affila à la Burschenschaft Alemannia Bonn) et Strasbourg, où il soutint sa thèse d’histoire en 1876 sous la direction du positiviste Ernst Laas. Après quatre ans d'enseignement dans un lycée, il obtint un poste d'assistant-bibliothécaire à l'université de Marbourg, où il passa sa thèse d'habilitation en 1881 sous la direction d'Hermann Cohen.
Nommé professeur extraordinaire en 1885, il obtint la chaire de Philosophie et de Pédagogie à Marbourg en 1893, et conserva ce poste jusqu'à sa promotion au rang de professeur émérite en 1922. Au second semestre 1923-1924, Natorp entretint un échange d'idées intense avec Martin Heidegger, tout juste nommé à Marbourg, et dont il connaissait déjà les recherches sur Duns Scot (et Thomas d'Erfurt). Politiquement, Natorp adhérait aux idéaux du progressisme et du centre-gauche : l'émancipation des femmes, l'abolition de la peine de mort et du Système des trois classes prussien.
Paul Natorp a participé en 1896, aux côtés de l'angliciste Wilhelm Viëtor, à l'organisation et à la direction de l’École d'été de Marbourg (Marburger Ferienkurse) du romaniste Edouard Koschwitz. Il a été promu docteur honoris causa de la Faculté de théologie de l'université de Marbourg le 24 janvier 1924. Il épousa sa cousine Hélène en 1887 et en eut cinq enfants. Natorp était un compositeur qui se consacra essentiellement à la musique de chambre (sonates pour violoncelle, pour violon, trio avec piano). Il a écrit une centaine de Lieder et 2 chants pour chorale. Il écrivit à Brahms, qui le dissuada de faire de la musique son métier.
Après la capitulation, les autorités de Berlin décidèrent de baptiser une « école Paul Natorp », inaugurée le 28 mai 1946.

## Le néo-kantisme de Natorp
En théorie de la connaissance, Natorp professe, comme Cohen, un « idéalisme méthodique. » Les deux sources de la connaissance selon Kant, l'intuition sensible et l'entendement, deviennent chez lui « matière » et « forme » de la connaissance. L'Espace et le Temps sont deux jugements de relation et de grandeur. Les connaissances ne sont pas subjectives, elles doivent être objectivées par un jugement sur les phénomènes. La synthèse est l'opération fondamentale de toute connaissance, elles s'appuie sur les modes de relation des catégories (qualité, quantité, relation et modalité).
Dans la droite ligne des « idées régulatrices » de Kant, Natorp interprétait le Devoir (Gesetz des Sollens) comme une aspiration méthodique à la connaissance de l'infini. De là il déclinait les étapes à franchir : la pratique (Trieb), la volonté et l'exigence rationnelle, qui s'inscrivent selon lui dans une doctrine de la vertu. Le réel concret ne réside pas pour lui dans l'individu, mais dans la société. Natorp s'attaque de front à la résolution du problème de l'accès par la philosophie à la vie en tant que vécu qui constitue l'essentiel de la critique portée par Heidegger au néo-kantisme.  Natorp a milité toute sa vie pour une politique éducative et culturelle sociale qui ne faisait pas alors l'unanimité en Allemagne, en particulier pour la gratuité de l'enseignement et l'égalité d'accès à la culture.
Natorp trouve la source de la religion dans le sentiment de la conscience de soi immédiate. Les preuves de la religion sont donc  subjectives. L'infinité du sentiment mène à la transcendance.
Si l'on veut résumer les principes de Natorp en une phrase : penser n'est pas, contrairement à ce qu'affirmait Lotze, mettre en relation (Beziehen), c'est prendre parti (in Beziehungen (Verhältnissen) stehen).
Natorp reprend en cela le programme (inspiré par Lotze) de fondation des concepts de Gottlob Frege, qui a ouvert la voie à la Philosophie analytique de Bertrand Russell et Ludwig Wittgenstein et qui, avec la raison explicite de Robert Brandom, a retrouvé une actualité.

## Œuvres
- Descartes' Erkenntnistheorie. Eine Studie zur Vorgeschichte des Kriticismus. 1882. E-Book: Berlin 2014,  (ISBN 978-3-944253-04-6)
- Sozialpädagogik, 1899
- Logik in Leitsätzen, 1904
- Gesammelte Abhandlungen zur Sozialpädagogik, 3 volumes 1907
- Pestalozzi. Leben und Lehre, 1909
- Die logischen Grundlagen der exakten Wissenschaften, 1910
- Philosophie; ihr Problem und ihre Probleme, 1911
- Sozialidealismus, 1920
- Beethoven und wir, 1920
- Allgemeine Logik (in: Flach und Holzhey, Erkenntnistheorie und Logik im Neukantianismus), 1979